# Reggenza di Biak Numfor
La reggenza di Biak Numfor (in indonesiano: Kabupaten Biak Numfor) è una reggenza dell'Indonesia, situata nella provincia di Papua.